# Thomas Ephestion
Thomas Ephestion, né le 9 juin 1995 à Sucy-en-Brie, est un footballeur français qui évolue au poste de milieu de terrain.

## Biographie

### En Club
Thomas Ephestion est formé à l'US Créteil-Lusitanos avant de passer par le Valenciennes FC qu'il quitte en 2013 pour rejoindre le centre de formation de l'Olympique de Marseille. Il y évolue avec les équipes de jeunes puis en équipe réserve pendant deux saisons et demie. En janvier 2016, il quitte le club, sans avoir jamais eu sa chance avec l'équipe première en match officiel.
Il rejoint l'AS Béziers qui évolue en National et prend part à cinq rencontres lors de la seconde partie de saison puis gagne sa place la saison suivante en participant à quatorze matchs lors de la première partie de saison. Il quitte le club en janvier 2017 pour rejoindre le RC Lens qui évolue en Ligue 2. Il joue douze matchs lors de la seconde partie de saison et marque deux buts lors d'un doublé contre l'AC Ajaccio. Mais la saison suivante est plus compliqué et il ne participe qu'à onze rencontres pour sa première saison complète dans le club nordiste.
Il s'engage lors de l'été 2018 en faveur de l'US Orléans, en Ligue 2 également. Il joue vingt-six rencontres lors de sa première saison. Après la descente de l'US Orléans en fin de saison suivante, Ephestion signe en faveur du club de seconde division belge du KVC Westerlo le 27 juin 2020. 
Il ne prend part qu'à cinq rencontres lors des matchs aller avant d'être prêté au RWD Molenbeek. Après dix-huit mois en prêt, il est transféré définitivement au RWDM.
En janvier 2023, il rejoint la Hongrie et le club de Mezőkövesd-Zsóry SE.

### En sélection
Le 23 mars 2019, il prend part à un match de la Ligue des nations avec la Martinique lors d'une victoire un but à zéro contre la Guadeloupe.
Il est convoqué pour jouer la Gold Cup 2023 et prend part à deux matchs de poule.

## Statistiques
| Saison                | Club                  | Championnat           | Championnat | Championnat | Coupe nationale | Coupe nationale | Coupe de la Ligue | Coupe de la Ligue | Total | Total |
| Saison                | Club                  | Division              | M.          | B.          | M.              | B.              | M.                | B.                | M.    | B.    |
| 2015-2016             | AS Béziers            | National              | 5           | 0           | -               | -               | -                 | -                 | 5     | 0     |
| 2016-2017             | AS Béziers            | National              | 13          | 1           | 1               | 0               | -                 | -                 | 14    | 1     |
| Sous-total            | Sous-total            | Sous-total            | 18          | 1           | 1               | 0               | -                 | -                 | 19    | 1     |
| 2016-2017             | RC Lens               | Ligue 2               | 12          | 2           | -               | -               | -                 | -                 | 12    | 2     |
| 2017-2018             | RC Lens               | Ligue 2               | 9           | 0           | 1               | 1               | 1                 | 0                 | 11    | 1     |
| Sous-total            | Sous-total            | Sous-total            | 21          | 2           | 1               | 1               | 1                 | 0                 | 23    | 3     |
| 2018-2019             | US Orléans            | Ligue 2               | 18          | 1           | 6               | 0               | 2                 | 0                 | 26    | 1     |
| 2019-2020             | US Orléans            | Ligue 2               | 16          | 1           | 2               | 0               | -                 | -                 | 18    | 1     |
| Sous-total            | Sous-total            | Sous-total            | 34          | 2           | 8               | 0               | 2                 | 0                 | 44    | 2     |
| 2020-2021             | KVC Westerlo          | Division 1B           | 4           | 0           | 1               | 0               | -                 | -                 | 5     | 0     |
| 2020-2021             | RWD Molenbeek (prêt)  | Division 1B           | 9           | 1           | 1               | 0               | -                 | -                 | 10    | 1     |
| 2021-2022             | RWD Molenbeek (prêt)  | Division 1B           | 25          | 1           | 2               | 0               | -                 | -                 | 27    | 1     |
| 2022-2023             | RWD Molenbeek         | Division 1B           | 7           | 0           | 1               | 0               | -                 | -                 | 8     | 0     |
| Sous-total            | Sous-total            | Sous-total            | 41          | 2           | 4               | 0               | -                 | -                 | 45    | 2     |
| 2022-2023             | Mezőkövesd-Zsóry SE   | Nemzeti Bajnokság     | 7           | 0           | 2               | 0               | -                 | -                 | 9     | 0     |
| 2023-2024             | US Créteil-Lusitanos  | National 2            | 6           | 0           | -               | -               | -                 | -                 | 6     | 0     |
| Total sur la carrière | Total sur la carrière | Total sur la carrière | 131         | 7           | 17              | 1               | 3                 | 0                 | 151   | 8     |

### Liste des matches internationaux
| Matches internationaux de Thomas Ephestion | Matches internationaux de Thomas Ephestion | Matches internationaux de Thomas Ephestion        | Matches internationaux de Thomas Ephestion | Matches internationaux de Thomas Ephestion | Matches internationaux de Thomas Ephestion | Matches internationaux de Thomas Ephestion                          |
|                                            | Date                                       | Lieu                                              | Adversaire                                 | Résultat                                   | Compétition                                | Notes                                                               |
| ------------------------------------------ | ------------------------------------------ | ------------------------------------------------- | ------------------------------------------ | ------------------------------------------ | ------------------------------------------ | ------------------------------------------------------------------- |
| 1.                                         | 23 mars 2019                               | Stade René-Serge-Nabajoth, Les Abymes, Guadeloupe | Guadeloupe                                 | 0 - 1                                      | Ligue des nations CONCACAF                 | Titulaire et remplacé par Christof Jougon à la 78e minute de jeu.   |
| 2.                                         | 26 mars 2022                               | Stade Robert-Bobin, Bondoufle, France             | Guadeloupe                                 | 4 - 3                                      | Match amical                               | Titulaire.                                                          |
| 3.                                         | 16 juin 2023                               | Chase Stadium, Fort Lauderdale, États-Unis        | Sainte-Lucie                               | 3 - 1                                      | Éliminatoires de la Gold Cup 2023          | Entre en jeu à la place de Cyril Mandouki à la 91e minute de jeu.   |
| 4.                                         | 20 juin 2023                               | Chase Stadium, Fort Lauderdale, États-Unis        | Porto Rico                                 | 0 - 2                                      | Éliminatoires de la Gold Cup 2023          | Entre en jeu à la place de Jonathan Mexique à la 83e minute de jeu. |
| 5.                                         | 26 juin 2023                               | Chase Stadium, Fort Lauderdale, États-Unis        | Salvador                                   | 1 - 2                                      | Gold Cup 2023                              | Entre en jeu à la place de Daniel Hérelle à la 67e minute de jeu.   |
| 6.                                         | 30 juin 2023                               | Red Bull Arena, Harrison, États-Unis              | Panama                                     | 0 - 1                                      | Gold Cup 2023                              | Titulaire et remplacé par Patrick Burner à la 64e minute de jeu.    |

## Palmarès
Il est champion de deuxième division belge avec le RWD Molenbeek en 2023.

## Vie privée
Son frère Nicolas Maurice-Belay, est également joueur de football professionnel.